# Lermontovo (raïon de Bagrationovsk)
Lermontovo (russe : Лермонтово, allemand : Wogau avec Boggentin, lituanien : Vaigava et Bagotynė) est le nom commun de deux localités de l'oblast russe de Kaliningrad, qui appartiennent à l'unité d'autonomie municipale de l'arrondissement urbain de Bagrationovsk dans le raïon de Bagrationovsk. Le site de Boggentin est désert.

## Situation géographique
Lermontovo est situé sur la rive orientale de la rivière Pasmar (ru) (en russe : Maiskoja) et à huit kilomètres au nord-ouest de la capitale du raïon du et ancienne ville d'arrondissement de Bagrationovsk (en prussien Eylau). Une route secondaire traverse la ville, reliant Bagrationowsk à Krasnosnamenskoje (de) (Dollstädt) et Slavskoïe (de) (Kreuzburg) et continue jusqu'à l'autoroute russe R 516 (de) (ancienne Reichsautobahn Berlin – Königsberg « Berlinka »).

## Histoire

### Jusqu'en 1945

#### Lermontovo/Wogau
Avant 1945, la localité autrefois appelé Wogau se compose d'un domaine et d'une scierie. Le 7 mai 1874, Wogau devient le siège et le lieu éponyme du district de Wogau, qui appartient à l'arrondissement de Preußisch Eylau (de) dans le district de Königsberg de la province prussienne de Prusse-Orientale et existait jusqu'en 1945. Wogau est déjà relié à son quartier de Boggentin (aujourd'hui également connu en russe : Lermontovo).
En 1910, le district de domaine de Wogau, transformé en commune en 1928, compte 269 habitants. Après l'incorporation de Drangsittens (de) (à l'exclusion de l'exclave d'Althöfer Wald) le 30 septembre 1928, leur nombre s'élève à 467 en 1933 et est encore à 453 en 1939.
À la suite de la Seconde Guerre mondiale, Wogau et le nord de la Prusse-Orientale sont rattachés à l' Union soviétique en 1945 et reçoit le nom russe de « Lermontovo » en 1947.

##### District de bureau de Wogau (1874-1945)
Entre 1874 et 1945, le district de bureau de Wogau existe au sein de l'arrondissement de Preußisch Eylau (de), qui comprend initialement cinq communes et plus tard seulement trois communes :
| nom allemand                                  | nom russe       | Remarques                                                                  |
| --------------------------------------------- | --------------- | -------------------------------------------------------------------------- |
| Commune (LG) :                                |                 |                                                                            |
| Posmahlen zu Waldkeim Posmahlen zu Wogau      | Puschkino (de)  | à partir de 1881 : LG Posmahlen                                            |
| District de domaine (GB) :                    |                 |                                                                            |
| Sophienberg                                   | Sewerjanka (de) | Incorporé à la commune de Posmahlen en 1928                                |
| Waldkeim                                      | Walki (de)      | En 1928 dans la commune de Pompicken (de) (district de bureau de Wackern). |
| Wogau                                         | Lermontovo      | Transformée en commune en 1928                                             |
| à partir du 7 septembre 1904 : GB Drangsitten | Awgustowka (de) | Incorporée à la commune de Wogau en 1928                                   |
| à partir du 14 mai 1930 : LG Graventhien      | Awgustowka (de) |                                                                            |

En raison de la restructuration, en 1945, seules les trois communes de Graventhien, Posmahlen et Wogau forment le district de bureau de Wogau.

##### Personnalité liée
- Willibald von Kalckstein (né en 1812 à Gauten (de)), seigneur de Wogau à partir de 1842, administrateur de l'arrondissement de Preußisch Eylau (de) et député du Reichstag, décédé à Wogau le 6 juin 1894[7]

#### Lermontovo/Boggentin
Avant 1945, l'ancien quartier de Boggentin de Lermontowo se compose d'une ferme et d'une entreprise forestière. Déjà mentionné  pour la première fois au début du XVe siècle, il s'agit d'un village du district de domaine de Wogau (en russe également : Lermontovo) et lui est étroitement lié dans son histoire. Le village appartient au district de bureau de Wogau dans l'arrondissement de Preußisch Eylau (de) dans le district de Königsberg de la province prussienne de Prusse-Orientale.
Comme la « communauté mère » de Wogau, Boggentin est également arrivé en Union soviétique en 1945 et est également enregistré sous le nom de « Lermontovo ».

## Église
Avant 1945, la population de Wogau et Boggentin est majoritairement protestante. Les deux sont des paroisses de Schmoditten (de) (aujourd'hui en russe : Riabinovka), qui appartiennent à l'arrondissement ecclésiastique de Preußisch Eylau (Bagrationovsk) dans la province ecclésiastique de Prusse-Orientale de l'Église de l'ancienne Union prussienne. Le dernier ecclésiastique allemand est le pasteur Max Kuehnert. Aujourd'hui, Lermontowo se trouve dans la zone d'influence de la paroisse du village (de) de Gvardeïskoïe (Mühlhausen), nouvellement créée dans les années 1990. Il s'agit d'une branche de l'Église de la Résurrection de Kaliningrad (de) (Königsberg) et est située dans le district de la prévôté de Kaliningrad (de) de l'Église protestante-luthérienne de la Russie européenne (ELKER).